# تريفور مارتن
تريفور مارتن (بالإنجليزية: Trevor Martin)‏ هو مستكشف وممثل بريطاني، ولد في 17 نوفمبر 1929 في المملكة المتحدة، وتوفي في 5 أكتوبر 2017 بصوفيا في بلغاريا.

## أعمال

### أفلام
- (2006) بابل[6]

## وصلات خارجية
- تريفور مارتن على موقع IMDb (الإنجليزية)
- تريفور مارتن على موقع روتن توميتوز (الإنجليزية)
- تريفور مارتن على موقع ألو سيني (الفرنسية)
- تريفور مارتن على موقع أول موفي (الإنجليزية)
- تريفور مارتن على موقع قاعدة بيانات الأفلام السويدية (السويدية)
- تريفور مارتن على موقع ديسكوغز (الإنجليزية)
- تريفور مارتن على موقع قاعدة بيانات الفيلم (الإنجليزية)
- تريفور مارتن على موقع كينوبويسك (الروسية)
- تريفور مارتن على موقع كينوبويسك (الروسية)